# Tab (Hongrie)
Tab est une ville du comitat de Somogy en Hongrie.

## Géographie
La ville est située à 25 km au sud de Siófok et du lac Balaton.

## Histoire
Le lieu est mentionné pour la première fois en 1211 (en latin : villa Thob).